# Cœur fidèle
Pour plus de détails, voir Fiche technique et Distribution.

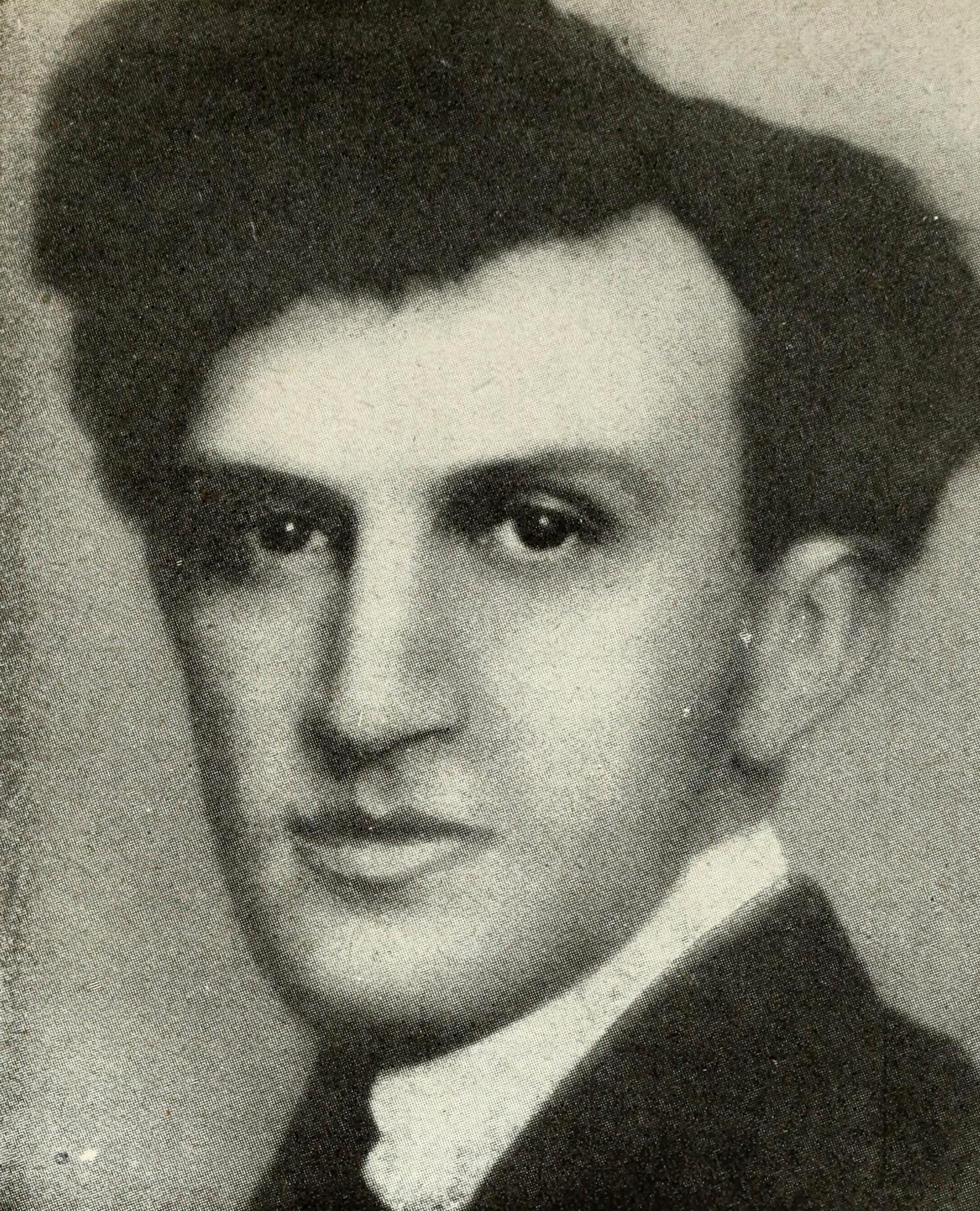
Jean Epstein en 1920

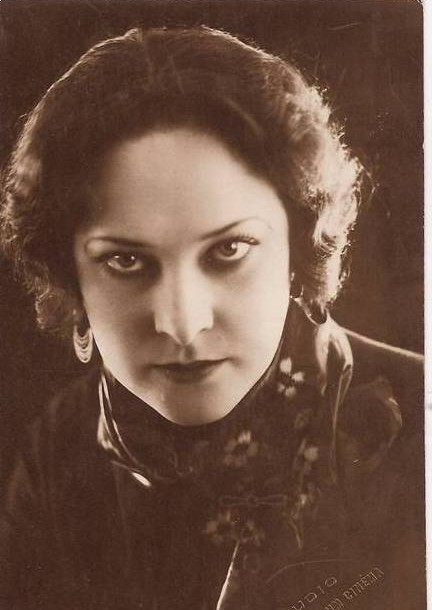
Photographie de l'actrice Gina Manès

Cœur fidèle est un film français réalisé par Jean Epstein, sorti en 1923 en France.

## Synopsis
Jean, honnête docker du port de Marseille, aime Marie, une enfant abandonnée. Mais les parents adoptifs de cette dernière, êtres méprisants, lui préfèrent un autre mari, Petit-Paul, un mauvais garçon aux manières teigneuses, que Marie n’aime pas mais dont les relations séduisent les parents de la belle.

## Analyse
De par une véritable réflexion sur la technique du gros plan notamment, lequel semble capturer toute l'expression photogénique des acteurs et dont le cinéaste en fera une quête esthétique toute sa vie durant, comme en témoignent ses Écrits sur le cinéma, Jean Epstein propose avec ce film un morceau de bravoure du cinéma impressionniste français des années 1920. Même si le scénario peut sembler un peu léger, il n'est qu'un prétexte pour le cinéaste qui expérimente au gré de différentes surimpressions, comme par exemple la superposition des eaux du port de Marseille avec le visage mélancolique de l'actrice principale Gina Manès, afin de révéler une beauté mystérieuse et poétique au spectateur. La scène des chevaux de bois, d'une grande virtuosité technique pour l'époque, mêle la vitesse du mouvement de la caméra à un montage rapide des images selon un système de correspondances qui provoque un sentiment de vertige étonnant. « Un double mouvement, écrit Pierre Leprohon, emporte les images dans un tourbillon frénétique, à la fois réaliste par son expression directe et symbolique, par l'identification de ce mouvement à la psychologie des personnages, de l'image à la pensée. »

## Fiche technique
- Réalisation : Jean Epstein
- Scénario : Jean Epstein et Marie Epstein
- Photographie : Léon Donnot, Paul Guichard et Henri Stucker
- Prises de vue : Paul Guichard
- Lieux de tournage : scènes d'intérieur tournées aux Studios des vignerons et des auteurs à Vincennes, scènes extérieures tournées au Vieux port de Marseille et à Manosque
- Société de Production : Pathé Consortium Cinéma
- Société de distribution : Cinémathèque française
- Pays de production : France
- Langue : français
- Format : noir et blanc - 1,33:1 - muet - métrage : 2000 m environ
- Genre : Drame
- Durée : 87 minutes
- Date de sortie : 
  - France : 23 novembre 1923

## Distribution
- Léon Mathot : Jean
- Gina Manès : Marie
- Edmond Van Daële : Petit Paul
- Claude Bénédict : M. Hochon
- Madame Maufroy : Mme. Hochon
- Marie Epstein : une jeune infirme
- Madeleine Erickson : une prostituée

## Autour du film
Le film a été restauré par Marie Epstein sous l'égide d'Henri Langlois à la Cinémathèque française au début des années 1950.

## Citation
Lors d'une conférence, Jean Epstein présente son film devant l'association des étudiants de Montpellier en 1924 en ces mots :
« Quant aux symboles, le film en est rempli. Ce manège, cette fête foraine ne peuvent-ils être l'image de la vie et si, à la fin du drame, vous voyez Jean et Marie revenir à la fête bruyante, cet épisode n'a pour moi qu'un sens, celui d'un retour à la vie. »
- Jean Epstein, Écrits sur le cinéma, I, « présentation de Cœur fidèle », Éditions Seghers, 1974, p: 125